# Aérodrome de Latour

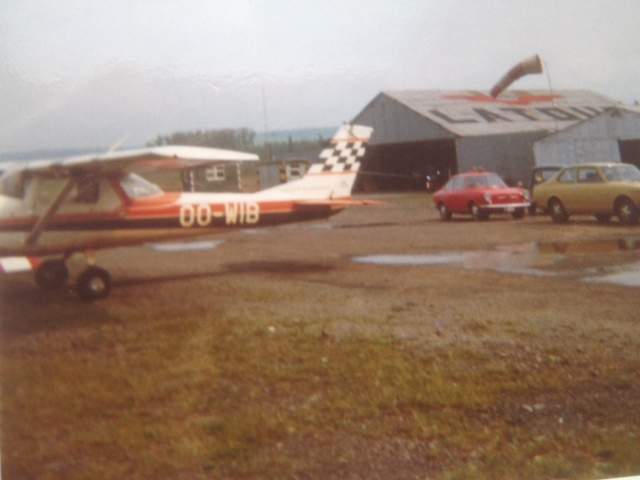
Aérodrome de Latour (date inconnue)

L'aérodrome de Latour (code OACI : EBVT) est un ancien aérodrome belge situé à Latour, à quelques kilomètres de Virton, en province de Luxembourg. Il fut en activité de 1944 à 1974 et est aujourd'hui une zone industrielle où il ne reste quasiment plus de trace de l'activité aéronautique.

## Situation
L'aérodrome de Latour était situé à 4 kilomètres à l'est de Virton, le long de la route nationale belge 88.
| \| 50 km1:2 420 000 \| Amougies Arlon Cerfontaine Haren Latour Namur Saint-Hubert Spa · La Sauvenière Verviers Anvers Ostende · Bruges Bruxelles Charleroi · Bruxelles-Sud Courtrai Liège Beauvechain Bertrix Brustem Chièvres Coxyde Florennes Kleine-Brogel Melsbroek Moorsele Schaffen Weelde Zutendaal Gossoncourt Grimbergen Aéroport Aérodrome civil Aérodrome militaire |
| 50 km1:2 420 000 |

## Historique
L'aérodrome fut ouvert par l'armée de l'air américaine du 26 décembre 1944 au 3 mai 1945, et reçut le nom de code « Y-41 » Il s'agissait d'un des ALG (Advanced Landing Ground) conçus par les Alliés après le Jour J, afin de soutenir l'avancée des troupes. À la fin de 1944, sous la direction du IX Ingeneering Command, un tel terrain était construit par un bataillon dans un délai de un à trois jours (reconnaissance comprise)[réf. souhaitée]. Latour servait principalement de terrain de secours et de liaison pour les appareils. 
L'aérodrome devient civil en 1948. Pour l'anecdote, notons une très brève tentative de liaison  régulière "Latour-Bruxelles" afin de permettre à quelques hommes d'affaires locaux d'assister aux séances, les jours de Bourse. L'aérodrome, animé par l'asbl "Les Ailes Luxembourgeoises", accueillit notamment le Cercle luxembourgeois de vol à voile (CLVV) à la recherche d'un terrain proche du Grand-Duché, entre 1970 et 1974. C'est ici aussi que le CPL (Club de Parachutisme Luxembourgeois) créé en 1965, effectua ses premiers sauts.
Plusieurs particuliers y hébergeaient leur avion de tourisme. Dans les années soixante,  les responsables du club, e.a. Pol DUMONT, Jean CULOT, Jean-Marie FREROTTE, Louis GILLARDIN et d'autres organisèrent un meeting aérien annuel d'importance. Tout ce qui concernait l'aviation y était proposé: stages de parachutisme, DIY de petits avions comme le "Pou du Ciel", offres de carrière à la SABENA, etc. S'y produisit entre autres la patrouille acrobatique belge des DIABLES ROUGES sur Fouga Magister. Jusqu'en 1967, le RCAF 1st Wing des Canadiens de Marville y participa également en survolant le terrain avec des F 104 Starfighter.  
L'aérodrome est fermé en 1974 et remplacé par une zone industrielle. La chute de Louis Gillardin, aux commandes de  son Grumman American AA.5 Traveller, le 9 décembre 1974 au-dessus du village de Torgny, fait quatre victimes et ajoute une ombre à cette cessation. Les responsables du club suggérèrent à l'époque de maintenir l'activité à destination des industriels qui investissaient là, mais cette proposition ne fut pas retenue. En l'occurrence, c'est une route secondaire qui fut tracée pour desservir la zone entre Musson et Virton. Elle est aujourd'hui reliée au contournement de Virton, ainsi qu'à l'usine Burgo Ardennes (Harnoncourt). Toute trace de l'ancienne activité a disparu.

## Caractéristiques
L'aérodrome de Latour occupait les terrains laissés libres par les ateliers ferroviaires de la SNCB situés sur le territoire de Chenois, village voisin. Il ne possédait qu'une seule piste en poussier de 850 M de long (3000x80 ft). Des bâtiments sans étage en brique rouge bordaient le terrain et servaient de mess aux habitués de l'endroit, avec quelques commodités. Plus tard, on y installa une modeste tour-verrière à usage de tour de contrôle, mais qui ne fut jamais équipée et ne servit donc pas. Deux hangars métalliques abritaient les avions et planeurs.